# Antonio Lauro
Antonio Lauro (Ciudad Bolívar, 3 de agosto de 1917 - Caracas, 8 de abril de 1986) foi um compositor e guitarrista venezuelano, considerado um dos mais importantes na América do sul no século XX. Tem extensa obra para guitarra.